# Урочище Свиридівське
Урочище Свиридівське — один з об'єктів природно-заповідного фонду Полтавської області, лісовий заказник місцевого значення.

## Розташування
Заказник розташований в Лохвицькому районі, Полтавської області на околиці сіл Свиридівка і Яхники в Лохвицькому лісництві, кв. 11 вид. 22-37, кв. 12 вид. 3,5-28. Перебуває під охороною Державного підприємства «Пирятинське лісове господарство».

## Історія
Лісовий заказник місцевого значення «Урочище Крупське» був оголошений рішенням десятої сесії Полтавської обласної ради народних депутатів п'ятого скликання від 6 вересня 2007 року.

## Мета
Мета створення заказника — подальше поліпшення заповідної справи в Полтавській області, збереження цінних природних, ландшафтних комплексів, об'єктів тваринного і рослинного світу.

## Значення
Лісовий заказник місцевого значення «Урочище Крупське» має особливе природоохоронне, наукове, естетичне та пізнавальне значення.

## Загальна характеристика
Загальна площа лісового заказника місцевого значення «Урочище Крупське» становить 94,8 га. Заказник являє собою лісовий масив з типовою будовою ценозів та флористичним складом.

## Флора
Рослинність лісового масиву — природного походження. Науковий інтерес складають дубово-грабові ценози, які формуються на східній межі суцільного поширення.
Науковий інтерес угруповань являє домінування дуба та співдомінування граба звичайного на східній межі його природного поширення, який визначає також зростання в угрупованнях і трав'янистих елементів флори центральноєвропейського походження.